# Asta Backman
Pour les articles homonymes, voir Backman.
Asta Backman (née Inberg, le 4 février 1917 à Vaasa et morte le 18 février 2010 à Helsinki) est une actrice finlandaise de théâtre, cinéma et télévision. 

## Biographie
Son mari, l'acteur berlinois Fritz-Hugo Backman, est décédé en 1993.

## Filmographie
- Synnin jäljet (1946)
- Ylijäämänainen (1951)
- Veteraanin voitto (1955)
- Pastori Jussilainen (1955)
- Neiti talonmies (1955)
- Kustaa III (1963)
- Kuuma kissa? (1968)
- Täällä Pohjantähden alla
- Kesyttömät veljekset (1969)
- Pohjantähti (1973)
- Runoilija ja muusa (1978)
- Olga (1978)
- Vihreän kullan maa, TV (1987)